# Stictopelta nigrifrons
Stictopelta nigrifrons är en insektsart som beskrevs av Fowler. Stictopelta nigrifrons ingår i släktet Stictopelta och familjen hornstritar. Inga underarter finns listade i Catalogue of Life.